# Tidslinje för upptäckten av solsystemets planeter och månar
Denna tidslinje för upptäckten av solsystemets planeter och månar visar den historiska utvecklingen av vår kunskap om himlakroppar i solsystemet.
Upptäckt och namngivning av framförallt månar följs inte alltid åt.
I tabellerna nedan visas planeter och andra kroppar som går i egna banor runt solen i kursiv stil, medan månar visas i fetstil. Tabellerna är sorterade efter publikationsdatum.
För vissa himlakroppar kan finnas upp till tre olika årtal, betecknade i, o, eller p.
- i: står för första fotograferingen;
- o: står för första mänskliga observationen, den egentliga upptäckten;
- p: står för publicering eller kungörelse av upptäckten.

Dessa årtal kan ibland skilja åtskilliga år. En del månar upptäcktes till exempel på gamla fotografier långt i efterhand, andra tog flera år att bekräfta efter första observationen.
Färgkoder
Planeterna och deras månar markeras med nedanstående färger:
| Planeter Merkurius Venus Jorden och månen Mars och dess månar Jupiter och dess månar Saturnus och dess månar Uranus och dess månar Neptunus och dess månar | Dvärgplaneter och kandidater Ceres Pluto och dess månar Sedna Haumea och dess månar Makemake, 1992 QB1, och andra cubewanos Eris och Dysnomia |

## Förhistoria
| Förhistoria | Förhistoria | Förhistoria              | Förhistoria | Förhistoria |
| Namn        | Bild        | Planet/ Nummerbeteckning | Källor/Noter |             |
| ----------- | ----------- | ------------------------ | --- | ----------- |
| Solen       |             | Stjärna                  | I Ptolemaios geocentriska världsbild, betraktades jorden som universums medelpunkt. Sju ”planeter” gick i bana runt jorden, i en ordningen som de grekiska stoikerna hade fastlagt: månen, Venus, Merkusius, solen, Mars, Jupiter och Saturnus. Den här listan inkludera två kroppar som vi inte längre kallar planeter, solen och månen. Den innehöll inte heller jorden, som vi idag kallar planet.                                                    |             |
| Merkurius   |             | Planet 1                 | De inre planeterna Merkurius och Venus, och de yttre planeterna Mars, Jupiter och Saturnus identifierade av astronomer i gamla Babylonien under det andra årtusendet före Kristus. Aristarchos av Samos, och senare i Nicolaus Copernicus heliocentriska system (De Revolutionibus Orbium Coelestium, 1543) insåg att jorden var en planet som gick runt solen med de andra planeterna, mellan Venus och Mars. Solen betraktades inte längre som planet. |             |
| Venus       |             | Planet 2                 | De inre planeterna Merkurius och Venus, och de yttre planeterna Mars, Jupiter och Saturnus identifierade av astronomer i gamla Babylonien under det andra årtusendet före Kristus. Aristarchos av Samos, och senare i Nicolaus Copernicus heliocentriska system (De Revolutionibus Orbium Coelestium, 1543) insåg att jorden var en planet som gick runt solen med de andra planeterna, mellan Venus och Mars. Solen betraktades inte längre som planet. |             |
| Jorden      |             | Planet 3                 | De inre planeterna Merkurius och Venus, och de yttre planeterna Mars, Jupiter och Saturnus identifierade av astronomer i gamla Babylonien under det andra årtusendet före Kristus. Aristarchos av Samos, och senare i Nicolaus Copernicus heliocentriska system (De Revolutionibus Orbium Coelestium, 1543) insåg att jorden var en planet som gick runt solen med de andra planeterna, mellan Venus och Mars. Solen betraktades inte längre som planet. |             |
| Mars        |             | Planet 4                 | De inre planeterna Merkurius och Venus, och de yttre planeterna Mars, Jupiter och Saturnus identifierade av astronomer i gamla Babylonien under det andra årtusendet före Kristus. Aristarchos av Samos, och senare i Nicolaus Copernicus heliocentriska system (De Revolutionibus Orbium Coelestium, 1543) insåg att jorden var en planet som gick runt solen med de andra planeterna, mellan Venus och Mars. Solen betraktades inte längre som planet. |             |
| Jupiter     |             | Planet 5                 | De inre planeterna Merkurius och Venus, och de yttre planeterna Mars, Jupiter och Saturnus identifierade av astronomer i gamla Babylonien under det andra årtusendet före Kristus. Aristarchos av Samos, och senare i Nicolaus Copernicus heliocentriska system (De Revolutionibus Orbium Coelestium, 1543) insåg att jorden var en planet som gick runt solen med de andra planeterna, mellan Venus och Mars. Solen betraktades inte längre som planet. |             |
| Saturnus    |             | Planet 6                 | De inre planeterna Merkurius och Venus, och de yttre planeterna Mars, Jupiter och Saturnus identifierade av astronomer i gamla Babylonien under det andra årtusendet före Kristus. Aristarchos av Samos, och senare i Nicolaus Copernicus heliocentriska system (De Revolutionibus Orbium Coelestium, 1543) insåg att jorden var en planet som gick runt solen med de andra planeterna, mellan Venus och Mars. Solen betraktades inte längre som planet. |             |
| Månen       |             | Jorden I                 | I det kopernikanska systemet sågs inte månen som en planet längre, utan som en naturlig satellit till jorden, den enda kända himlakropp som inte kretsade runt solen. |             |

## 1600-talet
| 1600-talet                        | 1600-talet | 1600-talet | 1600-talet               | 1600-talet | 1600-talet |
| Årtal                             | Namn       | Bild       | Planet/ Nummerbeteckning | Källor/Noter |            |
| --------------------------------- | ---------- | ---------- | ------------------------ | --- | ---------- |
| 1610-talet                        |            |            |                          | |            |
| o: 7 januari 1610 p: 13 mars 1610 | Ganymedes  |            | Jupiter III              | Galileo. De Galileiska månarna var de första himlakroppar som upptäcktes kretsande runt något annat än jorden eller solen. |            |
| o: 7 januari 1610 p: 13 mars 1610 | Callisto   |            | Jupiter IV               | Galileo. De Galileiska månarna var de första himlakroppar som upptäcktes kretsande runt något annat än jorden eller solen. |            |
| o: 8 januari 1610 p: 13 mars 1610 | Io         |            | Jupiter I                | Galileo. De Galileiska månarna var de första himlakroppar som upptäcktes kretsande runt något annat än jorden eller solen. |            |
| o: 8 januari 1610 p: 13 mars 1610 | Europa     |            | Jupiter II               | Galileo. De Galileiska månarna var de första himlakroppar som upptäcktes kretsande runt något annat än jorden eller solen. |            |
| 1650-talet                        |            |            |                          | |            |
| o: 25 mars 1655 p: 5 mars 1656    | Titan      |            | Saturnus VI ,            | Huygens. Han publicerade först sin upptäckt som ett anagram, skickat 13 juni 1655; senare publicerat som en pamflett med titeln De Saturni luna Observatio Nova och i sin helhet i Systema Saturnium (juli 1659).                                                                          |            |
| 1670-talet                        |            |            |                          | |            |
| o: 25 oktober 1671 p: 1673        | Iapetus    |            | Saturnus VIII ,          | Cassini |            |
| o: 23 december 1672 p: 1673       | Rhea       |            | Saturnus V ,             | Cassini |            |
| 1680-talet                        |            |            |                          | |            |
| o: 21 mars 1684 p: 22 april 1686  | Tethys     |            | Saturnus III             | Cassini. Tillsammans med sina tidigare två upptäckter kallade Cassini dessa månar för Sidera Lodoicea. I sitt arbete Kosmotheôros (publicerat postumt 1698), berättar Christiaan Huygens: "Jupiter you see has his four, and Saturn his five Moons about him, all plac’d in their Orbits." |            |
| o: 21 mars 1684 p: 22 april 1686  | Dione      |            | Saturnus IV              | Cassini. Tillsammans med sina tidigare två upptäckter kallade Cassini dessa månar för Sidera Lodoicea. I sitt arbete Kosmotheôros (publicerat postumt 1698), berättar Christiaan Huygens: "Jupiter you see has his four, and Saturn his five Moons about him, all plac’d in their Orbits." |            |
| Årtal                             | Namn       | Bild       | Planet/ Nummerbeteckning | Källor/Noter |            |

## 1700-talet
| 1700-talet                               | 1700-talet | 1700-talet | 1700-talet               | 1700-talet                                                                                               |
| Årtal                                    | Namn       | Bild       | Planet/ Nummerbeteckning | Källor/Noter                                                                                             |
| ---------------------------------------- | ---------- | ---------- | ------------------------ | --- |
| 1780-talet                               |            |            |                          | |
| o: 13 mars 1781 p: 26 april 1781         | Uranus     |            | Planet 7                 | Herschel rapporterade upptäckten av Uranus 26 april 1781, men trodde till en början att det var en komet |
| o: 11 januari 1787 p: 15 februari 1787   | Titania    |            | Uranus III               | Herschel. Han rapporterade senare ytterligare fyra satelliter, som dock inte har kunnat bekräftas.       |
| o: 11 januari 1787 p: 15 februari 1787   | Oberon     |            | Uranus IV                | Herschel. Han rapporterade senare ytterligare fyra satelliter, som dock inte har kunnat bekräftas.       |
| o: 28 augusti 1789 p: 12 november 1789   | Enceladus  |            | Saturnus II              | Herschel                                                                                                 |
| o: 17 september 1789 p: 12 november 1789 | Mimas      |            | Saturnus I               | Herschel                                                                                                 |
| Årtal                                    | Namn       | Bild       | Planet/ Nummerbeteckning | Källor/Noter                                                                                             |

## 1800-talet
| 1800-talet                               | 1800-talet | 1800-talet | 1800-talet                                         | 1800-talet |
| Årtal                                    | Namn       | Bild       | Planet/ Nummerbeteckning                           | Källor/Noter |
| ---------------------------------------- | ---------- | ---------- | -------------------------------------------------- | --- |
| 1800-talet                               |            |            |                                                    | |
| o: 1 januari 1801 p: 24 januari 1801     | Ceres      |            | Planet 8 (1801) Asteroid (1851) Dvärgplanet (2006) | Giuseppe Piazzi. Han tillkännagav sin upptäckt 24 januari 1801, I ett brev till astronomkolleger. Den första formella publikationen var i septembernumret 1801 av Monatliche Correspondenz. |
| 1840-talet                               |            |            |                                                    | |
| o: 23 september 1846 p: 13 november 1846 | Neptunus   |            | 13th Planet (1846) Planet 8 (1851)                 | Galle och Le Verrier |
| o: 10 oktober 1846 p: 13 november 1846   | Triton     |            | Neptunus I                                         | Lassell |
| o: 16 september 1848 p: oktober, 1848    | Hyperion   |            | Saturnus VII                                       | Bond, Bond, Lassell |
| 1850-talet                               |            |            |                                                    | |
| o: 24 oktober 1851                       | Ariel      |            | Uranus I                                           | Lassell |
| o: 24 oktober 1851                       | Umbriel    |            | Uranus II                                          | Lassell |
| 1870-talet                               |            |            |                                                    | |
| o: 12 augusti 1877                       | Deimos     |            | Mars II                                            | Hall |
| o: 18 augusti 1877                       | Phobos     |            | Mars I                                             | Hall |
| 1890-talet                               |            |            |                                                    | |
| o: 9 september 1892 p: 4 oktober 1892    | Amalthea   |            | Jupiter V                                          | Barnard |
| i: 16 augusti 1898 o: 17 mars 1899       | Phoebe     |            | Saturnus IX                                        | Pickering |
| Årtal                                    | Namn       | Bild       | Planet/ Nummerbeteckning                           | Källor/Noter |

## Tidigt 1900-tal
| Tidigt 1900-tal                                         | Tidigt 1900-tal               | Tidigt 1900-tal | Tidigt 1900-tal                    | Tidigt 1900-tal |
| Årtal                                                   | Namn                          | Bild            | Planet/ Nummerbeteckning           | Källor/Noter    |
| ------------------------------------------------------- | ----------------------------- | --------------- | ---------------------------------- | --------------- |
| 1900-talet                                              |                               |                 |                                    |                 |
| i: 3 december 1904 p: 6 januari 1905                    | Himalia (Hestia 1955–1975)    |                 | Jupiter VI                         | Perrine         |
| i: 2 januari 1905 p: 27 februari 1905                   | Elara (Hera 1955–1975)        |                 | Jupiter VII                        | Perrine         |
| i: 27 januari 1908 o: 28 februari 1908 p: 1-6 mars 1908 | Pasiphae (Poseidon 1955–1975) |                 | Jupiter VIII                       | Melotte         |
| 1910-talet                                              |                               |                 |                                    |                 |
| i: 21 juli 1914 p: 17 september 1914                    | Sinope (Hades 1955–1975)      |                 | Jupiter IX                         | Nicholson       |
| 1930-talet                                              |                               |                 |                                    |                 |
| i: 23 januari 1930 o: 18 februari 1930 p: 13 mars 1930  | Pluto                         |                 | Planet 9 (1930) Dvärgplanet (2006) | Tombaugh        |
| i: 6 juli 1938 p: augusti 1938                          | Lysithea (Demeter 1955–1975)  |                 | Jupiter X                          | Nicholson       |
| i: 30 juli 1938 p: augusti 1938                         | Carme (Pan 1955–1975)         |                 | Jupiter XI                         | Nicholson       |
| 1940-talet                                              |                               |                 |                                    |                 |
| i: 16 februari 1948 p: juni 1949                        | Miranda                       |                 | Uranus V                           | Kuiper          |
| i: 1 maj 1949 p: augusti 1949                           | Nereid                        |                 | Neptunus II                        | Kuiper          |
| 1950-talet                                              |                               |                 |                                    |                 |
| i: 28 september 1951 p: december 1951                   | Ananke (Adrastea 1955–1975)   |                 | Jupiter XII                        | Nicholson       |
| Årtal                                                   | Namn                          | Bild            | Planet/ Nummerbeteckning           | Källor/Noter    |

## Sent 1900-tal
| Sent 1900-tal                             | Sent 1900-tal       | Sent 1900-tal           | Sent 1900-tal | Sent 1900-tal            | Sent 1900-tal                                                       |
| Årtal                                     | Namn                | Beteckning              | Bild          | Planet/ Nummerbeteckning | Källor/Noter                                                        |
| ----------------------------------------- | ------------------- | ----------------------- | ------------- | ------------------------ | ------------------------------------------------------------------- |
| 1960-talet                                |                     |                         |               |                          |                                                                     |
| i: 15 december 1966 p: 3 januari 1967     | Janus*              | S/1966 S 2              |               | Saturnus X               | Dollfus (Dollfus kan ha observerat antingen Janus eller Epimetheus) |
| i: 18 december 1966 p: 6 januari 1967     | Epimetheus*         | S/1980 S 3              |               | Saturnus XI              | Walker                                                              |
| 1970-talet                                |                     |                         |               |                          |                                                                     |
| i: 11 september 1974 p: 20 september 1974 | Leda                | Leda                    |               | Jupiter XIII             | Kowal                                                               |
| i: 30 september 1975 p: 3 oktober 1975    | Themisto*           | S/1975 J 1              |               | Jupiter XVIII            | Kowal (Upptäckt och därefter åter förlorad)                         |
| i: 13 april 1978 o: 22 juni 1978          | Charon              | S/1978 P 1              |               | Pluto I                  | Christy                                                             |
| i: 8 juli 1979 p: 23 november 1979        | Adrastea            | S/1979 J 1              |               | Jupiter XV               | Jewitt, Danielson / Voyager 2                                       |
| 1980-talet                                |                     |                         |               |                          |                                                                     |
| Årtal                                     | Namn                | Beteckning              | Bild          | Planet/ Nummerbeteckning | Källor/Noter                                                        |
| i: 26 februari 1980 p: 6 mars 1980        | Epimetheus*         | S/1980 S 3              |               | Saturnus XI              | (Bekräftat av Voyager 1)                                            |
| i: 1 mars 1980 p: 6 mars 1980             | Helene              | S/1980 S 6              |               | Saturnus XII             | Laques, Lecacheux                                                   |
| i: 8 april 1980 p: 10 april 1980          | Telesto             | S/1980 S 13             |               | Saturnus XIII            | Smith, Reitsema, Larson, Fountain, Voyager 1                        |
| i: 5 mars 1979 p: 28 april 1980           | Thebe               | S/1979 J 2              |               | Jupiter XIV              | Synnott, Voyager 1                                                  |
| i: 19 februari 1980 p: 6 juni 1980        | Janus*              | S/1980 S 1              |               | Saturnus X               | (Bekräftad av Voyager 1)                                            |
| i: 13 mars 1980 p: 31 juli 1980           | Calypso             | S/1980 S 25             |               | Saturnus XIV             | Pascu, Seidelmann, Baum, Currie                                     |
| i: 4 mars 1979 p: 26 augusti 1980         | Metis               | S/1979 J 3              |               | Jupiter XVI              | Synnott, Voyager 1                                                  |
| o: oktober, 1980 p: 31 oktober 1980       | Prometheus          | S/1980 S 27             |               | Saturnus XVI             | Collins, Voyager 1                                                  |
| o: oktober, 1980 p: 31 oktober 1980       | Pandora             | S/1980 S 26             |               | Saturnus XVII            | Collins, Voyager 1                                                  |
| o: oktober, 1980 p: 13 november 1980      | Atlas               | S/1980 S 28             |               | Saturnus XV              | Terrile, Voyager 1                                                  |
| i: 24 maj 1981 p: 29 maj 1981             | Larissa*            | S/1981 N 1 = S/1989 N 2 |               | Neptunus VII             | Reitsema, Hubbard, Lebofsky, Tholen, Voyager 2                      |
| i: 30 december 1985 p: 9 januari 1986     | Puck                | S/1985 U 1              |               | Uranus XV                | Synnott, Voyager 2                                                  |
| i: 3 januari 1986 p: 16 januari 1986      | Juliet              | S/1986 U 2              |               | Uranus XI                | Synnott, Voyager 2                                                  |
| i: 3 januari 1986 p: 16 januari 1986      | Portia              | S/1986 U 1              |               | Uranus XII               | Synnott, Voyager 2                                                  |
| i: 9 januari 1986 p: 16 januari 1986      | Cressida            | S/1986 U 3              |               | Uranus IX                | Synnott, Voyager 2                                                  |
| i: 13 januari 1986 p: 16 januari 1986     | Desdemona           | S/1986 U 6              |               | Uranus X                 | Synnott, Voyager 2                                                  |
| i: 13 januari 1986 p: 16 januari 1986     | Rosalind            | S/1986 U 4              |               | Uranus XIII              | Synnott, Voyager 2                                                  |
| i: 13 januari 1986 p: 16 januari 1986     | Belinda             | S/1986 U 5              |               | Uranus XIV               | Synnott, Voyager 2                                                  |
| i: 20 januari 1986 p: 27 januari 1986     | Cordelia            | S/1986 U 7              |               | Uranus VI                | Terrile, Voyager 2                                                  |
| i: 20 januari 1986 p: 27 januari 1986     | Ophelia             | S/1986 U 8              |               | Uranus VII               | Terrile, Voyager 2                                                  |
| i: 23 januari 1986 p: 27 januari 1986     | Bianca              | S/1986 U 9              |               | Uranus VIII              | Smith, Voyager 2                                                    |
| i: 16 juni 1989 p: 7 juli 1989            | Proteus             | S/1989 N 1              |               | Neptunus VIII            | Synnott, Voyager 2                                                  |
| i: 28 juli 1989 p: 2 augusti 1989         | Despina             | S/1989 N 3              |               | Neptunus V               | Synnott, Voyager 2                                                  |
| i: 28 juli 1989 p: 2 augusti 1989         | Galatea             | S/1989 N 4              |               | Neptunus VI              | Synnott, Voyager 2                                                  |
| i: 18 september 1989 p: 29 september 1989 | Thalassa            | S/1989 N 5              |               | Neptunus IV              | Terrile, Voyager 2                                                  |
| i: 18 september 1989 p: 29 september 1989 | Naiad               | S/1989 N 6              |               | Neptunus III             | Terrile, Voyager 2                                                  |
| 1990-talet                                |                     |                         |               |                          |                                                                     |
| Årtal                                     | Namn                | Beteckning              | Bild          | Planet/ Nummerbeteckning | Källor/Noter                                                        |
| i: 22 augusti 1981 p: 16 juli 1990        | Pan*                | S/1981 S 13             |               | Saturnus XVIII           | Showalter, Voyager 2                                                |
| i: 30 augusti 1992 p: 14 september 1992   | 15760 Albion        | 1992 QB1                |               | Cubewano                 | David C. Jewitt och Jane X. Luu                                     |
| i: 23 augusti 1981 p: 14 april 1995       | Pallene* (se nedan) | S/1981 S 14             |               |                          | Gordon, Murray och Beurle                                           |
| i: 6 september 1997 p: 31 oktober 1997    | Caliban             | S/1997 U 1              |               | Uranus XVI               | Gladman, Nicholson, Burns, Kavelaars                                |
| i: 6 september 1997 p: 31 oktober 1997    | Sycorax             | S/1997 U 2              |               | Uranus XVII              | Gladman, Nicholson, Burns, Kavelaars                                |
| i: 18 januari 1986 p: 18 maj 1999         | Perdita*            | S/1986 U 10             |               | Uranus XXV               | Karkoschka, Voyager 2                                               |
| i: 18 juli 1999 p: 27 juli 1999           | Setebos             | S/1999 U 1              |               | Uranus XIX               | Kavelaars, Gladman, Holman, Petit, Scholl                           |
| i: 18 juli 1999 p: 27 juli 1999           | Stephano            | S/1999 U 2              |               | Uranus XX                | Gladman, Holman, Kavelaars, Petit, Scholl                           |
| i: 18 juli 1999 p: 4 september 1999       | Prospero            | S/1999 U 3              |               | Uranus XVIII             | Holman, Kavelaars, Gladman, Petit, Scholl                           |
| 2000-talet                                |                     |                         |               |                          |                                                                     |
| Årtal                                     | Namn                | Beteckning              | Bild          | Planet/ Nummerbeteckning | Källor/Noter                                                        |
| i: 6 oktober 1999 p: 20 juli 2000         | Callirrhoe          | S/1999 J 1              |               | Jupiter XVII             | Scotti, Spahr, McMillan, Larsen, Montani, Gleason, Gehrels          |
| i: 7 augusti 2000 p: 25 oktober 2000      | Ymir                | S/2000 S 1              |               | Saturnus XIX             | Gladman                                                             |
| i: 7 augusti 2000 p: 25 oktober 2000      | Paaliaq             | S/2000 S 2              |               | Saturnus XX              | Gladman                                                             |
| i: 23 september 2000 p: 25 oktober 2000   | Siarnaq             | S/2000 S 3              |               | Saturnus XXIX            | Gladman, Kavelaars                                                  |
| i: 23 september 2000 p: 25 oktober 2000   | Tarvos              | S/2000 S 4              |               | Saturnus XXI             | Kavelaars, Gladman                                                  |
| i: 7 augusti 2000 p: 18 november 2000     | Kiviuq              | S/2000 S 5              |               | Saturnus XXIV            | Gladman                                                             |
| i: 23 september 2000 p: 18 november 2000  | Ijiraq              | S/2000 S 6              |               | Saturnus XXII            | Kavelaars, Gladman                                                  |
| i: 21 november 2000 p: 25 november 2000   | Themisto*           | S/2000 J 1              |               | Jupiter XVIII            | Sheppard, Jewitt, Fernández, Magnier (återupptäckt)                 |
| i: 23 september 2000 p: 7 december 2000   | Thrymr              | S/2000 S 7              |               | Saturnus XXX             | Gladman, Kavelaars                                                  |
| i: 23 september 2000 p: 7 december 2000   | Skathi              | S/2000 S 8              |               | Saturnus XXVII           | Kavelaars, Gladman                                                  |
| i: 23 september 2000 p: 7 december 2000   | Mundilfari          | S/2000 S 9              |               | Saturnus XXV             | Gladman, Kavelaars                                                  |
| i: 23 september 2000 p: 7 december 2000   | Erriapo             | S/2000 S 10             |               | Saturnus XXVIII          | Kavelaars, Gladman                                                  |
| i: 9 november 2000 p: 19 december 2000    | Albiorix            | S/2000 S 11             |               | Saturnus XXVI            | Holman, Spahr                                                       |
| i: 23 september 2000 p: 22 december 2000  | Suttungr            | S/2000 S 12             |               | Saturnus XXIII           | Gladman, Kavelaars                                                  |
| Årtal                                     | Namn                | Beteckning              | Bild          | Planet/ Nummerbeteckning | Källor/Noter                                                        |

## 2000-talet
| 2000-talet                                                | 2000-talet  | 2000-talet                                                 | 2000-talet       | 2000-talet               | 2000-talet |
| Årtal                                                     | Namn        | Beteckning                                                 | Bild             | Planet/ Nummerbeteckning | Källor/Noter |
| --------------------------------------------------------- | ----------- | ---------------------------------------------------------- | ---------------- | ------------------------ | --- |
| i: 23 november 2000 p: 5 januari 2001                     | Kalyke      | S/2000 J 2                                                 |                  | Jupiter XXIII            | Sheppard, Jewitt, Fernández, Magnier, Dahm, Evans                                                                                          |
| i: 23 november 2000 p: 5 januari 2001                     | Iocaste     | S/2000 J 3                                                 |                  | Jupiter XXIV             | Sheppard, Jewitt, Fernández, Magnier, Dahm, Evans                                                                                          |
| i: 23 november 2000 p: 5 januari 2001                     | Erinome     | S/2000 J 4                                                 |                  | Jupiter XXV              | Sheppard, Jewitt, Fernández, Magnier, Dahm, Evans                                                                                          |
| i: 23 november 2000 p: 5 januari 2001                     | Harpalyke   | S/2000 J 5                                                 |                  | Jupiter XXII             | Sheppard, Jewitt, Fernández, Magnier, Dahm, Evans                                                                                          |
| i: 23 november 2000 p: 5 januari 2001                     | Isonoe      | S/2000 J 6                                                 |                  | Jupiter XXVI             | Sheppard, Jewitt, Fernández, Magnier, Dahm, Evans                                                                                          |
| i: 23 november 2000 p: 5 januari 2001                     | Praxidike   | S/2000 J 7                                                 |                  | Jupiter XXVII            | Sheppard, Jewitt, Fernández, Magnier, Dahm, Evans                                                                                          |
| i: 25 november 2000 p: 5 januari 2001                     | Megaclite   | S/2000 J 8                                                 |                  | Jupiter XIX              | Sheppard, Jewitt, Fernández, Magnier, Dahm, Evans                                                                                          |
| i: 25 november 2000 p: 5 januari 2001                     | Taygete     | S/2000 J 9                                                 |                  | Jupiter XX               | Sheppard, Jewitt, Fernández, Magnier, Dahm, Evans                                                                                          |
| i: 26 november 2000 p: 5 januari 2001                     | Chaldene    | S/2000 J 10                                                |                  | Jupiter XXI              | Sheppard, Jewitt, Fernández, Magnier, Dahm, Evans                                                                                          |
| i: 5 december 2000 p: 5 januari 2001                      | Dia         | S/2000 J 11                                                |                  | Jupiter LIII             | Sheppard, Jewitt, Fernández, Magnier, Dahm, Evans                                                                                          |
| Årtal                                                     | Namn        | Beteckning                                                 | Bild             | Planet/ Nummerbeteckning | Källor/Noter |
| i: 9 december 2001 p: 16 maj 2002                         | Hermippe    | S/2001 J 3                                                 |                  | Jupiter XXX              | Sheppard, Jewitt, Kleyna |
| i: 9 december 2001 p: 16 maj 2002                         | Eurydome    | S/2001 J 4                                                 |                  | Jupiter XXXII            | Sheppard, Jewitt, Kleyna |
| i: 9 december 2001 p: 16 maj 2002                         | Sponde      | S/2001 J 5                                                 |                  | Jupiter XXXVI            | Sheppard, Jewitt, Kleyna |
| i: 9 december 2001 p: 16 maj 2002                         | Kale        | S/2001 J 8                                                 |                  | Jupiter XXXVII           | Sheppard, Jewitt, Kleyna |
| i: 10 december 2001 p: 16 maj 2002                        | Autonoe     | S/2001 J 1                                                 |                  | Jupiter XXVIII           | Sheppard, Jewitt, Kleyna |
| i: 11 december 2001 p: 16 maj 2002                        | Thyone      | S/2001 J 2                                                 |                  | Jupiter XXIX             | Sheppard, Jewitt, Kleyna |
| i: 11 december 2001 p: 16 maj 2002                        | Pasithee    | S/2001 J 6                                                 |                  | Jupiter XXXVIII          | Sheppard, Jewitt, Kleyna |
| i: 11 december 2001 p: 16 maj 2002                        | Euanthe     | S/2001 J 7                                                 |                  | Jupiter XXXIII           | Sheppard, Jewitt, Kleyna |
| i: 11 december 2001 p: 16 maj 2002                        | Orthosie    | S/2001 J 9                                                 |                  | Jupiter XXXV             | Sheppard, Jewitt, Kleyna |
| i: 11 december 2001 p: 16 maj 2002                        | Euporie     | S/2001 J 10                                                |                  | Jupiter XXXIV            | Sheppard, Jewitt, Kleyna |
| i: 11 december 2001 p: 16 maj 2002                        | Aitne       | S/2001 J 11                                                |                  | Jupiter XXXI             | Sheppard, Jewitt, Kleyna |
| i: 13 augusti 2001 p: 30 september 2002                   | Trinculo    | S/2001 U 1                                                 |                  | Uranus XXI               | Holman, Kavelaars, Milisavljevic |
| i: 31 oktober 2002 p: 18 december 2002                    | Arche       | S/2002 J 1                                                 |                  | Jupiter XLIII            | Sheppard, Meech, Hsieh, Tholen, Tonry |
| Årtal                                                     | Namn        | Beteckning                                                 | Bild             | Planet/ Nummerbeteckning | Källor/Noter |
| i: 23 juli 2002 p: 13 januari 2003                        | Sao         | S/2002 N 2                                                 |                  | Neptunus XI              | Holman, Kavelaars, Grav, Fraser, Milisavljevic                                                                                             |
| i: 10 augusti 2002 p: 13 januari 2003                     | Halimede    | S/2002 N 1                                                 | Neptunus IX      |                          | Holman, Kavelaars, Grav, Fraser, Milisavljevic                                                                                             |
| i: 11 augusti 2002 p: 13 januari 2003                     | Laomedeia   | S/2002 N 3                                                 | Neptunus XII     |                          | Holman, Kavelaars, Grav, Fraser, Milisavljevic                                                                                             |
| i: 5 februari 2003 p: 4 mars 2003                         | Eukelade    | S/2003 J 1                                                 |                  | Jupiter XLVII            | Sheppard, Jewitt, Kleyna, Fernández, Hsieh                                                                                                 |
| i: 5 februari 2003 p: 4 mars 2003                         | S/2003 J 2  |                                                            |                  |                          | Sheppard, Jewitt, Kleyna, Fernández, Hsieh                                                                                                 |
| i: 5 februari 2003 p: 4 mars 2003                         | S/2003 J 3  |                                                            |                  |                          | Sheppard, Jewitt, Kleyna, Fernández, Hsieh                                                                                                 |
| i: 5 februari 2003 p: 4 mars 2003                         | S/2003 J 4  |                                                            |                  |                          | Sheppard, Jewitt, Kleyna, Fernández, Hsieh                                                                                                 |
| i: 6 februari 2003 p: 4 mars 2003                         |             | S/2003 J 5                                                 |                  |                          | Sheppard, Jewitt, Kleyna, Fernández, Hsieh                                                                                                 |
| i: 6 februari 2003 p: 4 mars 2003                         | Helike      | S/2003 J 6                                                 |                  | Jupiter XLV              | Sheppard, Jewitt, Kleyna, Fernández, Hsieh                                                                                                 |
| i: 8 februari 2003 p: 4 mars 2003                         | Aoede       | S/2003 J 7                                                 |                  | Jupiter XLI              | Sheppard, Jewitt, Kleyna, Fernández, Hsieh                                                                                                 |
| i: 8 februari 2003 p: 6 mars 2003                         | Hegemone    | S/2003 J 8                                                 |                  | Jupiter XXXIX            | Sheppard, Jewitt, Kleyna, Fernández |
| i: 6 februari 2003 p: 7 mars 2003                         |             | S/2003 J 9                                                 |                  |                          | Sheppard, Jewitt, Kleyna, Fernández |
| i: 6 februari 2003 p: 7 mars 2003                         | S/2003 J 10 |                                                            |                  |                          | Sheppard, Jewitt, Kleyna, Fernández |
| i: 6 februari 2003 p: 7 mars 2003                         | Kallichore  | S/2003 J 11                                                |                  | Jupiter XLIV             | Sheppard, Jewitt, Kleyna, Fernández |
| i: 8 februari 2003 p: 7 mars 2003                         |             | S/2003 J 12                                                |                  |                          | Sheppard, Jewitt, Kleyna, Fernández |
| i: 9 februari 2003 p: 2 april 2003                        | Cyllene     | S/2003 J 13                                                |                  | Jupiter XLVIII           | Sheppard, Jewitt, Kleyna |
| i: 8 februari 2003 p: 3 april 2003                        | Kore        | S/2003 J 14                                                |                  | Jupiter XLIX             | Sheppard, Jewitt, Kleyna |
| i: 6 februari 2003 p: 3 april 2003                        |             | S/2003 J 15                                                |                  |                          | Sheppard, Jewitt, Kleyna, Fernández |
| i: 6 februari 2003 p: 3 april 2003                        | S/2003 J 16 | Gladman, Sheppard, Jewitt, Kleyna, Kavelaars, Petit, Allen |                  |                          | |
| i: 8 februari 2003 p: 3 april 2003                        | Herse       | S/2003 J 17                                                |                  | Jupiter L                | Gladman, Sheppard, Jewitt, Kleyna, Kavelaars, Petit, Allen                                                                                 |
| i: 6 februari 2003 p: 4 april 2003                        |             | S/2003 J 18                                                |                  |                          | Gladman, Kavelaars, Petit, Allen, Sheppard, Jewitt, Kleyna                                                                                 |
| i: 5 februari 2003 p: 8 april 2003                        | Narvi       | S/2003 S 1                                                 |                  | Saturnus XXXI            | Sheppard, Jewitt, Kleyna |
| i: 6 februari 2003 p: 12 april 2003                       |             | S/2003 J 19                                                |                  |                          | Gladman, Sheppard, Jewitt, Kleyna, Kavelaars, Petit, Allen                                                                                 |
| i: 9 februari 2003 p: 14 april 2003                       | Carpo       | S/2003 J 20                                                |                  | Jupiter XLVI             | Sheppard, Gladman, Kavelaars, Petit, Allen, Jewitt, Kleyna                                                                                 |
| i: 6 februari 2003 p: 29 maj 2003                         | Mneme       | S/2003 J 21                                                |                  | Jupiter XL               | Sheppard, Jewitt, Kleyna, Gladman, Kavelaars, Petit, Allen                                                                                 |
| i: 18 januari 1986 p: 3 september 2003                    | Perdita*    | S/1986 U 10                                                |                  | Uranus XXV               | Karkoschka (Återfunnen av Rymdteleskopet Hubble)                                                                                           |
| i: 29 augusti 2003 p: 3 september 2003                    | Psamathe    | S/2003 N 1                                                 |                  | Neptunus X               | Jewitt, Kleyna, Sheppard, Holman, Kavelaars                                                                                                |
| i: 25 augusti 2003 p: 25 september 2003                   | Mab         | S/2003 U 1                                                 |                  | Uranus XXVI              | Showalter, Lissauer |
| i: 25 augusti 2003 p: 25 september 2003                   | Cupid       | S/2003 U 2                                                 |                  | Uranus XXVII             | Showalter, Lissauer |
| i: 13 augusti 2001 p: 30 september 2003                   | Ferdinand*  | S/2001 U 2                                                 |                  | Uranus XXIV              | 2001: Holman, Kavelaars, Milisavljevic; 2003: Scott S. Sheppard, David C. Jewitt                                                           |
| i: 14 augusti 2002 p: 30 september 2003                   | Neso*       | S/2002 N 4                                                 |                  | Neptunus XIII            | Holman, Kavelaars, Grav, Fraser, Milisavljevic                                                                                             |
| i: 13 augusti 2001 p: 8 oktober 2003                      | Francisco*  | S/2001 U 3                                                 |                  | Uranus XXII              | Holman, Kavelaars, Milisavljevic, Gladman                                                                                                  |
| i: 29 augusti 2003 p: 9 oktober 2003                      | Margaret    | S/2003 U 3                                                 |                  | Uranus XXIII             | Sheppard, Jewitt |
| Årtal                                                     | Namn        | Beteckning                                                 | Bild             | Planet/ Nummerbeteckning | Källor/Noter |
| i: 9 februari 2003 p: 24 januari 2004                     | Thelxinoe*  | S/2003 J 22                                                |                  | Jupiter XLII             | Sheppard, Jewitt, Kleyna, Gladman, Kavelaars, Petit, Allen (Från bilder tagna år 2003)                                                     |
| i: 6 februari 2003 p: 31 januari 2004                     |             | S/2003 J 23*                                               |                  |                          | Sheppard, Jewitt, Kleyna, Fernández |
| o: 14 november 2003 p: 15 mars 2004                       | Sedna       | 2003 VB12                                                  |                  | TNO                      | Brown, Trujillo och Rabinowitz |
| i: 1 juni 2004 p: 16 augusti 2004                         | Methone*    | S/2004 S 1                                                 |                  | Saturnus XXXII           | Cassini-Huygens |
| i: 1 juni 2004 p: 16 augusti 2004                         | Pallene     | S/2004 S 2 = S/1981 S 14                                   |                  | Saturnus XXXIII          | Cassini-Huygens |
| i: 21 juni 2004 p: 9 september 2004                       |             | S/2004 S 3                                                 |                  |                          | Cassini-Huygens |
| i: 21? juni 2004 p: 9 september 2004                      |             | S/2004 S 4                                                 |                  |                          | Cassini-Huygens |
| i: 21 oktober 2004 o: 24 oktober 2004 p: 8 november 2004  | Polydeuces  | S/2004 S 5                                                 |                  | Saturnus XXXIV           | Cassini-Huygens |
| i: 28 oktober 2004 p: 8 november 2004                     |             | S/2004 S 6                                                 |                  |                          | Cassini-Huygens |
| i: 6 maj 2004 o: 28 december 2004 p: 29 juli 2005         | Haumea      | 2003 EL61                                                  |                  | Dvärgplanet              | Ortiz, Aceituno och Santos-Sanz eller Brown, Trujillo och Rabinowitz                                                                       |
| Årtal                                                     | Namn        | Beteckning                                                 | Bild             | Planet/ Nummerbeteckning | Källor/Noter |
| i: 12 december 2004 p: 3 maj 2005                         |             | S/2004 S 7                                                 |                  |                          | Sheppard, Jewitt, Kleyna, Marsden |
| i: 12 december 2004 p: 3 maj 2005                         | Fornjot     | S/2004 S 8                                                 | Saturnus XLII    |                          | Sheppard, Jewitt, Kleyna, Marsden |
| i: 12 december 2004 p: 3 maj 2005                         | Farbauti    | S/2004 S 9                                                 | Saturnus XL      |                          | Sheppard, Jewitt, Kleyna, Marsden |
| i: 12 december 2004 p: 3 maj 2005                         | Aegir       | S/2004 S 10                                                | Saturnus XXXVI   |                          | Sheppard, Jewitt, Kleyna, Marsden |
| i: 12 december 2004 p: 3 maj 2005                         | Bebhionn    | S/2004 S 11                                                | Saturnus XXXVII  |                          | Sheppard, Jewitt, Kleyna, Marsden |
| i: 12 december 2004 p: 3 maj 2005                         | S/2004 S 12 |                                                            |                  |                          | Sheppard, Jewitt, Kleyna, Marsden |
| i: 12 december 2004 p: 3 maj 2005                         | S/2004 S 13 |                                                            |                  |                          | Sheppard, Jewitt, Kleyna, Marsden |
| i: 12 december 2004 p: 3 maj 2005                         | Hati        | S/2004 S 14                                                | Saturnus XLIII   |                          | Sheppard, Jewitt, Kleyna, Marsden |
| i: 12 december 2004 p: 3 maj 2005                         | Bergelmir   | S/2004 S 15                                                | Saturnus XXXVIII |                          | Sheppard, Jewitt, Kleyna, Marsden |
| i: 13 december 2004 p: 3 maj 2005                         | Fenrir      | S/2004 S 16                                                |                  | Saturnus XLI             | Sheppard, Jewitt, Kleyna, Marsden |
| i: 13 december 2004 p: 3 maj 2005                         | S/2004 S 17 |                                                            |                  |                          | Sheppard, Jewitt, Kleyna, Marsden |
| i: 13 december 2004 p: 3 maj 2005                         | Bestla      | S/2004 S 18                                                | Saturnus XXXIX   |                          | Sheppard, Jewitt, Kleyna, Marsden |
| i: 1 maj 2005 p: 6 maj 2005                               | Daphnis     | S/2005 S 1                                                 |                  | Saturnus XXXV            | Cassini-Huygens |
| i: 21 oktober 2003 o: 5 januari 2005 p: 29 juli 2005      | Eris        | 2003 UB313                                                 |                  | Dvärgplanet              | Brown, Trujillo och Rabinowitz |
| o: 26 januari 2005 p: 29 juli 2005                        | Hiʻiaka     | S/2005 (2003 EL61) 1                                       |                  | Haumea I                 | Brown, Trujillo, Rabinowitz |
| i: 31 mars 2005 p: 29 juli 2005                           | Makemake    | 2005 FY9                                                   |                  | Dvärgplanet              | Brown, Trujillo och Rabinowitz |
| o: 30 juni 2005 p: 29 juli 2005                           | Namaka      | S/2005 (2003 EL61) 2                                       |                  | Haumea II                | Brown, Trujillo, Rabinowitz |
| i: 10 september 2005 p: 3 oktober 2005                    | Dysnomia    | S/2005 (2003 UB313) 1                                      |                  | Eris I                   | Brown, van Dam, Bouchez, Le Mignant, Campbell, Chin, Conrad, Hartman, Johansson, Lafon, Rabinowitz, Stomski, Summers, Trujillo, Wizinowich |
| i: 15 maj 2005 o: 15 juni 2005 p: 31 oktober 2005         | Nix         | S/2005 P 2                                                 |                  | Pluto II                 | Weaver, Stern, Mutchler, Steffl, Buie, Merline, Spencer, Young, Young                                                                      |
| i: 15 maj 2005 o: 15 juni 2005 p: 31 oktober 2005         | Hydra       | S/2005 P 1                                                 |                  | Pluto III                | Weaver, Stern, Mutchler, Steffl, Buie, Merline, Spencer, Young, Young                                                                      |
| Årtal                                                     | Namn        | Beteckning                                                 | Bild             | Planet/ Nummerbeteckning | Källor/Noter |
| i: 12 december 2004 o: 6 mars 2006(?) p: 26 juni 2006     | Hyrrokkin   | S/2004 S 19                                                |                  | Saturnus XLIV            | Sheppard, Jewitt, Kleyna |
| i: 4 januari 2006 o: 6 mars 2006(?) p: 26 juni 2006       |             | S/2006 S 1                                                 |                  |                          | Sheppard, Jewitt, Kleyna |
| i: 4 januari 2006 o: 6 mars 2006(?) p: 26 juni 2006       | Kari        | S/2006 S 2                                                 | Saturnus XLV     |                          | Sheppard, Jewitt, Kleyna |
| i: 5 januari 2006 o: 6 mars 2006 (?) p: 26 juni 2006      |             | S/2006 S 3                                                 |                  |                          | Sheppard, Jewitt, Kleyna |
| i: 5 januari 2006 o: 6 mars 2006 (?) p: 26 juni 2006      | Greip       | S/2006 S 4                                                 | Saturnus LI      |                          | Sheppard, Jewitt, Kleyna |
| i: 5 januari 2006 o: 6 mars 2006 (?) p: 26 juni 2006      | Loge        | S/2006 S 5                                                 | Saturnus XLVI    |                          | Sheppard, Jewitt, Kleyna |
| i: 5 januari 2006 o: 6 mars 2006 (?) p: 26 juni 2006      | Jarnsaxa    | S/2006 S 6                                                 | Saturnus L       |                          | Sheppard, Jewitt, Kleyna |
| i: 5 januari 2006 o: 6 mars 2006 (?) p: 26 juni 2006      | Surtur      | S/2006 S 7                                                 | Saturnus XLVIII  |                          | Sheppard, Jewitt, Kleyna |
| i: 5 januari 2006 o: 6 mars 2006 (?) p: 26 juni 2006      | Skoll       | S/2006 S 8                                                 | Saturnus XLVII   |                          | Sheppard, Jewitt, Kleyna |
| Årtal                                                     | Namn        | Beteckning                                                 | Bild             | Planet/ Nummerbeteckning | Källor/Noter |
| i: 5 januari 2006 o: 16 januari 2007 (?) p: 13 april 2007 | Tarqeq      | S/2007 S 1                                                 |                  | Saturnus LII             | Sheppard, Jewitt, Kleyna |
| i: 18 januari 2007 o: p: 1 maj 2007                       |             | S/2007 S 2                                                 |                  |                          | Sheppard, Jewitt, Kleyna |
| i: 18 januari 2007 o: p: 1 maj 2007                       | S/2007 S 3  |                                                            |                  |                          | Sheppard, Jewitt, Kleyna |
| i: juni, 2004 o: 30 maj 2007 p: 18 juli 2007              | Anthe       | S/2007 S 4                                                 |                  | Saturnus XLIX            | Cassini-Huygens |
| i: 15 augusti 2008 p: 3 mars 2009                         | Aegaeon     | S/2008 S 1                                                 |                  | Saturnus LIII            | Cassini-Huygens |
| i: 26 juli 2009 o: p: 2 november 2009                     |             | S/2009 S 1                                                 |                  |                          | Cassini-Huygens |
| Årtal                                                     | Namn        | Beteckning                                                 | Bild             | Planet/ Nummerbeteckning | Källor/Noter |